# José del Castillo
José del Castillo (Madrid, 14 de outubro de 1737 - Madrid, 5 de outubro de 1793) foi um pintor e gravador espanhol.

## Biografia
Desde os 10 anos de idade frequentava aulas de desenho na escola da Real Academia de Belas-Artes de São Fernando.